# Terry Devon
Teresa Devon  (Londen, 19 mei 1922 - aldaar, 5 april 2013) was een Britse jazzzangeres.

## Biografie
Devon, die aanvankelijk als kapster werkte in haar vaders salon, won op jeugdige leeftijd een crooner-concours van Radio Luxemburg. Daarna zong ze in het orkest van Billy Thorburn. In 1939 maakte ze haar eerste opnamen voor de radio en haar eerste platen nam ze op bij Parlophone, eerst Any Old Hearts To Mend, daarna To Mother With Love en Wish Me Luck As You Wave Me Goodbye. Vanaf 1941 behoorde ze tot het orkest van Oscar Rabin en werd ze in 1945 deel van The Keynotes, die iedere week optraden in de comedy-radioshow Take it From Here van de BBC. Daarna zong ze bij Geraldo en Tito Burns, waar ze haar talent voor de scatzang ontwikkelde. Ze nam nu platen op als Be Bop Spoken Here en I'm Forever Blowing Bubbles voor Decca Records. Met de geboorte van haar oudste dochter in 1953 beëindigde ze haar zangcarrière.

## Overlijden
Terry Devon overleed in april 2013 op 90-jarige leeftijd.